# Porte di Pavia
Per porte di Pavia si intendono le aperture stradali ricavate in varie epoche nelle cinte murarie romane, medievali e spagnole della città lombarda di Pavia.
Durante il Medioevo, e forse già in epoca romana, vennero costruite, lungo la cinta muraria, anche delle porte secondarie, chiamate pusterle.

## Le porte della prima cerchia muraria
Le prime porte cittadine di Pavia vennero realizzate in epoca romana repubblicana contestualmente alle mura cittadine. Il decumano massimo cittadino (corso Cavour e corso Mazzini) a ovest terminava a porta Marenga (distrutta nel 1825), mentre a est, poco dopo palazzo Mezzabarba, in direzione di Roma, si trovava la monumentale porta/arco recante un complesso di iscrizioni e statue riferite alla famiglia di Augusto (che nell’alto medioevo divenne porta Palacense). Nella parte settentrionale del cardo (Strada Nuova), presso l’attuale piazza Italia, si apriva la porta che metteva in comunicazione Pavia con Milano, mentre a sud vi era una porta collegata con il ponte sul Ticino (sostituito nel medioevo dal ponte Coperto), attraverso il quale passava il traffico per l’occidente e le Alpi. Sempre in età romana, ma probabilmente durante il basso impero, vennero aperte altre due porte: porta San Giovanni (alla fine di corso Garibaldi) e la poligonale porta di Boezio (via XX settembre), da cui si dipanava un secondo percorso viario diretto a Milano.
Tra il III e IV secolo d.C. le mura di Pavia furono ristrutturate e rafforzate. Dopo la caduta dell’impero romano, Pavia, insieme a Verona, venne scelta dagli Ostrogoti come seconda capitale dopo Ravenna. L’importanza della città si accrebbe durante la guerra greco-gotica: infatti, dopo la caduta di Ravenna, nel 540, Pavia divenne l’unica capitale del regno, sede del comando dell’esercito e della zecca. Teodorico non si limitò solo a far realizzare, presso porta Palacense il palazzo Reale, ma fece restaurare l’anfiteatro romano (che subì nuovi interventi per opera di Atalarico tra il 528 e il 529) e riparare le mura romane, estendendole nel quartiere sud-orientale della città. La superficie racchiusa dalle mura includeva così alcuni isolati prospicienti il Ticino e l’anfiteatro.
In seguito all’invasione ungarica dell’899 furono intrapresi importanti interventi alle mura. Tali lavori, già terminati nel 913, consentirono alla città di resistere nel 924 contro gli Ungari e furono portati avanti utilizzando molti materiali di recupero di età romana e, pur ricalcando principalmente la cerchia di età classica, inglobarono all’interno delle mura alcune aree precedentemente esterne. Le nuove mura erano provviste di nove porte, protette ai lati da due grosse torri aggettanti mentre altre torri fronteggiavano gli ingressi verso l’esterno. Insieme alle porte, la città era messa in comunicazione con l’esterno tramite alcune pusterle (uscite secondarie), una di esse diede il nome al monastero di Santa Maria Teodote, anche detto delle pusterla, mentre, sempre nel X secolo, presso il ponte sul Ticino si trovava la pusterla della “catena ferrea".

## Le porte della terza cerchia muraria
Una nuova terza cerchia di mura più grande, sostanzialmente ricalcata dal tracciato dai bastioni spagnoli, fu realizzata nel corso del XII secolo, molto probabilmente prima del 1198, dato che in quell'anno un'iscrizione ora nei Musei Civici menziona, oltre alla creazione del Broletto, anche la costruzione delle fortificazioni. Le porte principali di Pavia erano nove e davano origine ai rispettivi quartieri nei quali la città era divisa, come evidenziato dagli estimi del 1250:
- Porta Ponte
- Porta Damiani
- Porta San Giovanni
- Porta Palacense
- Porta San Pietro al Muro
- Porta Laudense
- Porta Palazzo
- Porta Marenga
- Porta Pertusi

Esse erano poi affiancate da rete di porte minori, come porta San Vito, porta Nuova e porta Calcinara (queste ultime tre ancor oggi esistenti), e pusterle.

## Le porte delle mura spagnole
Tra il XV e il XVI secolo, lo sviluppo delle artiglierie resero ben presto superate le fortificazioni della terza cerchia muraria, tanto che nei primi decenni del Cinquecento, durante i numerosi assedi che subì la città, esse furono rafforzate con bastioni e opere in terra e legno. Solo tra il 1546 e il 1569, per ordine di Ferrante Gonzaga (governatore del ducato di Milano) Pavia fu dotata di una nuova cerchia muraria bastionata progettata Giovanni Maria Olgiati e comunemente denominata “mura spagnole”. Il tracciato delle nuove fortificazioni non aumentò la superficie della città, perché esse si sovrapposero alla terza cerchia muraria di età comunale che, nel tratto prospiciente il Ticino, venne mantenuta (dato che il fiume costituiva una solida linea difensiva) e fu solo rafforzata grazie alla creazione di alcuni baluardi. Per aumentare il valore difensivo delle nuove fortificazioni, l’architettura militare cinquecentesca era ormai basata sul principio che l’assediante dovesse essere tenuto, anche grazie a opere di terra e a fossati, alla maggior distanza possibile dalle fortificazioni e il terreno posto di fronte alle principali difese doveva essere il più possibile sgombro da edifici, che potevano offrire riparo ai nemici, e livellato, vennero chiuse alcune porte urbane, come porta Palacense, e furono demoliti diversi sobborghi ed edifici religiosi suburbani, quali i Borgoratto e i borghi di San Guglielmo, di Sant’Apollinare con le loro rispettive chiese.
Questa lista contiene un elenco delle Porte di Pavia che si aprivano lungo le mura spagnole della città..
A sud lungo il fiume da ovest a est:
- Porta Calcinara.Porta Calcinara

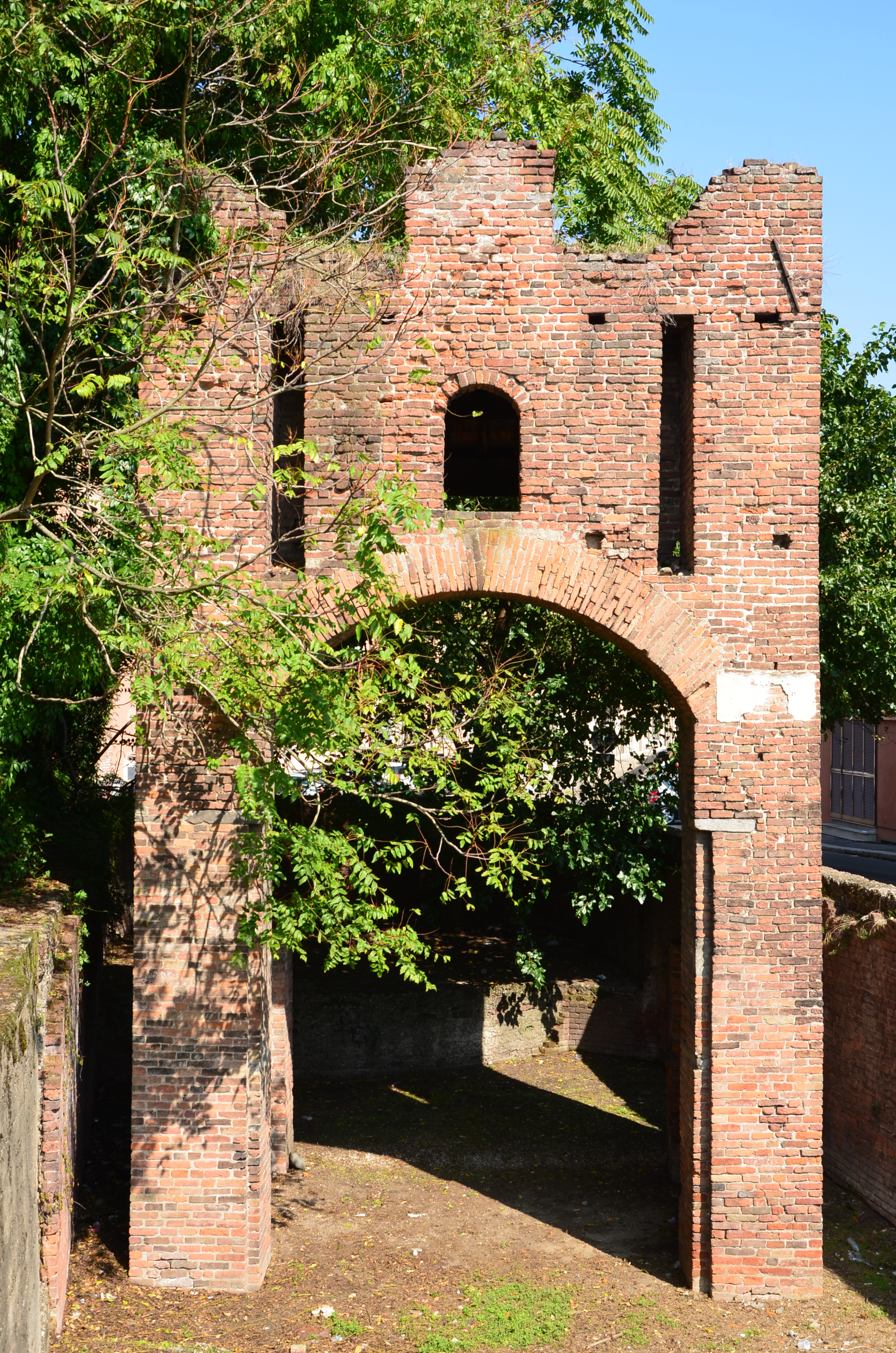
Porta Calcinara.

- Porta Ticino (in corrispondenza del Ponte Coperto)
- Porta Salara
- Porta Milano.Porta Nuova

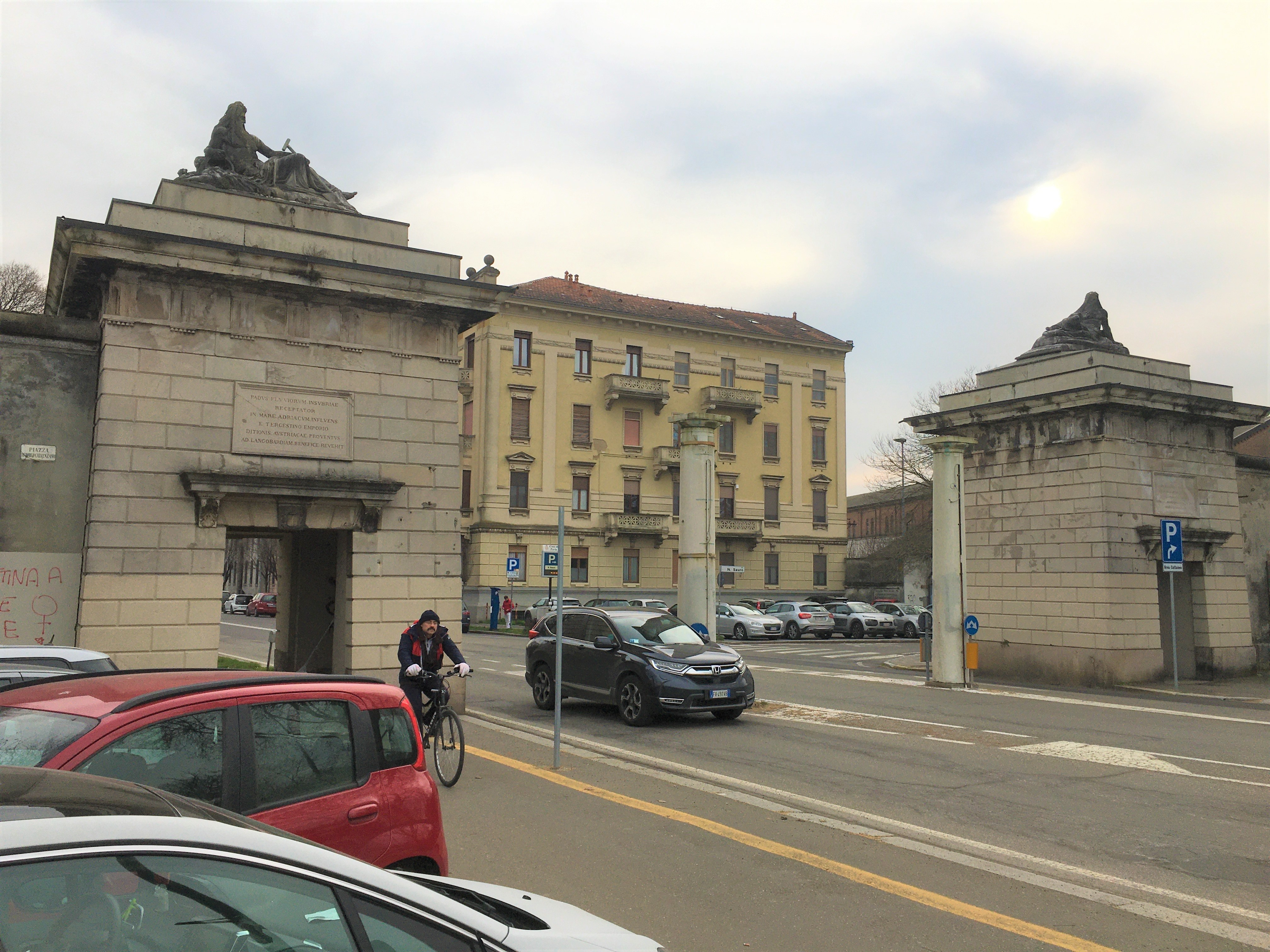
Porta Milano.

Da sud a nord lungo le mura orientali:
- Porta Santa Giustina (nella zona attualmente conosciuta come Porta Garibaldi)

Da est a nord nella parte settentrionale:
- Porta Santa Maria in Pertica (nella zona di Piazza Emanuele Filiberto, successivamente conosciuta come Porta Stoppa)
- Porta San Vito (alla fine del viale 11 Febbraio, successivamente conosciuta come Porta Milano)

Da nord a sud ad occidente:
- Porta Borgoratto (nella zona di Piazza della Minerva, successivamente conosciuta come Porta Cavour)

Nel 1783 l’imperatore Giuseppe II tramite la sovrana determinazione decise di togliere Pavia, insieme a Cremona, Pizzighettone e Lodi, dal novero delle piazzeforti. Fu così che gran parte delle opere esterne furono spianate e il terreno su cui sorgevano fu trasformato in suolo agricolo, mentre i ponti levatoi delle porte furono sostituiti con ponti in muratura e gran parte delle porte (come la sopravvissuta Porta Milano) vennero ricostruite.